# Trigomphus lautus
Trigomphus lautus is een echte libel uit de familie van de rombouten (Gomphidae).
De wetenschappelijke naam van de soort werd in 1931 als Gomphus lautus gepubliceerd door James George Needham.